# Коральник червонощокий
Коральник червонощокий (Callaeas cinereus) — вид горобцеподібних птахів родини коральникових (Callaeidae).

## Поширення
Ендемік Нової Зеландії. Вид був поширений вздовж західного узбережжя Південного острова. До 1900 року вид став рідкісним через знищення природного середовища існування та завезення хижих ссавців. Востаннє птаха спостерігали у 1967 році. У 2007 році МСОП оголосило птаха вимерлим, проте є непідтверджені спостереження цього птаха. Останнє таке спостереження було у листопаді 2018 року.

## Опис
Птах завдовжки 38 см та вагою 230 г. Оперення сірого забарвлення. В основі дзьоба є яскраві вирости шкіри помаранчевого забарвлення. Лице чорного кольору. Дзьоб чорний і порівняно короткий.